# ギランズ・イン
『ギランズ・イン』（Gillan's Inn）は、イングランドのロック・ボーカリスト、イアン・ギランが2006年に発表したセルフカバー・アルバム。自身が過去にエピソード・シックス、ディープ・パープル、ギラン、ブラック・サバス、ソロ・アルバムで歌唱してきた曲の再演と、新曲「ノー・ウォリーズ」を含む内容。当時のディープ・パープルのメンバーや、同バンドの元メンバーであるジョン・ロードに加えて、かつてギランで活動を共にしたヤニック・ガーズ、ブラック・サバスで活動を共にしたトニー・アイオミ、ソロ・アルバムに参加したスティーヴ・モリス等、多くのゲストを起用してレコーディングされた。
DVDが付属したフォーマットでリリースされた。ギランの母国イギリスではチャート・インを果たせなかったが、フィンランドやドイツではアルバム・チャートのトップ100入りを果たした。日本盤は、DVDに加えてボーナス・トラック1曲を追加した内容で2007年に発売された。

## 収録曲
1. アンチェイン・ユア・ブレイン - "Unchain Your Brain" - 3:16
  - ギランのアルバム『グローリー・ロード』（1980年）より。
2. ブルージー・ブルー・シー - "Bluesy Blue Sea" - 4:23
  - ギランのアルバム『マジック』（1982年）より。
3. デイ・レイト・アンド・ア・ダラー・ショート - "Day Late and a Dollar Short" - 5:09
  - ソロ・アルバム『ドリームキャッチャー』（1997年）より。
4. ハング・ミー・アウト・トゥ・ドライ - "Hang Me Out to Dry " - 3:56
  - ギランのアルバム『トゥールボックス』（1991年）より。
5. メン・オブ・ウォー - "Men of War" - 4:35
  - ギランのアルバム『ダブル・トラブル』（1981年）より。
6. ブラインド・マン - "When a Blind Man Cries" - 4:18
  - ディープ・パープルのシングル「ネヴァー・ビフォア」（1972年）のカップリング曲。
7. シュガー・プラム - "Sugar Plum" - 4:51
  - ソロ・アルバム『ドリームキャッチャー』より。
8. トラッシュド - "Trashed" - 4:04
  - ブラック・サバスのアルバム『悪魔の落とし子』（1983年）より。
9. ノー・ウォリーズ - "No Worries" - 4:55
  - 新曲。
10. スモーク・オン・ザ・ウォーター - "Smoke on the Water" - 5:45
  - ディープ・パープルのアルバム『マシン・ヘッド』（1972年）より。
11. ノー・ラフィング・イン・ヘヴン - "No Laughing in Heaven" - 4:29
  - ギランのアルバム『フューチャー・ショック』（1981年）より。
12. スピード・キング - "Speed King" - 3:45
  - ディープ・パープルのアルバム『ディープ・パープル・イン・ロック』（1970年）より。
13. 偽りの日々 - "Loving on Borrowed Time" - 5:33
  - ソロ・アルバム『ネイキッド・サンダー』（1990年）より。
14. アイル・ビー・ユア・ベイビー・トゥナイト - "I'll Be Your Baby Tonight" - 3:04
  - ボブ・ディランがアルバム『ジョン・ウェズリー・ハーディング』（1967年）で発表した曲のカバー。エピソード・シックス時代にBBC放送用のカバーを録音していた[4]。

### 日本盤ボーナス・トラック
1. エタニティー【album mix】 - "Eternity" - 3:55
  - 植松伸夫とのコラボレーションによる、コンピュータゲーム『ブルードラゴン』（2006年）挿入歌。ただし、『ブルードラゴン』のヴァージョンとはミックスが異なる[5]。

## 参加ミュージシャン
- イアン・ギラン - ボーカル
- ロニー・ジェイムス・ディオ - ハーモニー・ボーカル(on 3.)
- ジョー・エリオット - ハーモニー・ボーカル(on 14.)
- マイケル・リー・ジャクソン - ギター
- ジョー・サトリアーニ - ギター(on 1. 4. 12.)
- ヤニック・ガーズ - ギター(on 2.)
- ディーン・ハワード - ギター(on 3. 7.)
- ウリ・ジョン・ロート - ギター(on 3. 13.)
- スティーヴ・モーズ - ギター(on 5. 10. 13.)
- ジョン・レズニック - ギター(on 5. 10.)
- ジェフ・ヒーリー - ギター(on 6.)
- トミー・Z - リズムギター(on 6.)
- トニー・アイオミ - ギター(on 8.)
- ファニー・クラドック - リズムギター(on 11.)
- スティーヴ・モリス - ギター(on 13.)
- Redd Volkaert - ギター(on 14.)
- Charlie Quill - ギター(on 14.)
- ドン・エイリー - キーボード(on 1. 4. 7. 11. 12.)、ハモンドオルガン(on 10.)
- ジョン・ロード - ハモンドオルガン(on 6. 10.)
- リック・マックガー - キーボード(on 12.)
- ロン・デイヴィス - アコーディオン(on 14.)
- ミッキー・リー・ソウル - ピアノ(on 14.)
- ロドニー・アップルビー - ベース(on 1. 2. 3. 4. 5. 6. 9. 10. 12. 13. 14)
- ロジャー・グローヴァー - ベース(on 7. 8. 11.)
- Robby Takac - ベース(on 10.)
- マイケル・リー - ドラムス(on 1. 2. 3. 4. 5. 12. )
- ハワード・ウィルソン - ドラムス(on 6. 13. 14.)
- イアン・ペイス - ドラムス(on 7. 8. 10. 11.)
- Jerry Augustyniak - ドラムス(on 9.)
- ニック・ブラゴーナ - タンブリン(on 6. 13.)、パーカッション(on 10.)
- エミル・ラティマー - パーカッション(on 10.)
- アレン・ファーメロ - パーカッション(on 10.)
- Vasyl Popadiuk - ヴァイオリン(on 6.)
- シム・ジョーンズ - ヴァイオリン(on 10)
- Jaro Jarosil - チェロ(on 13.)
- メリー・ジェーン・ラッセル - バッキング・ボーカル(on 13.)
- 植松伸夫 - オルガン(on 15.)
- 辺見さとし - ギター、ベース、プログラミング、アレンジ(on 15.)